# Северная Боровка
Северная Боровка — река в Томской области России, левый приток Боровки. Устье реки находится в 22 км от устья Боровки по левому берегу. Протяжённость реки 12 км Высота устья — 124 м.

## Данные водного реестра
По данным государственного водного реестра России относится к Верхнеобскому бассейновому округу, водохозяйственный участок реки — Чулым от водомерного поста села Зырянское до устья, речной подбассейн реки — Чулым. Речной бассейн реки — (Верхняя) Обь до впадения Иртыша.
Код водного объекта — 13010400312115200022152.